# Kerjo (Karangan)
Kerjo is een bestuurslaag in het regentschap Trenggalek van de provincie Oost-Java, Indonesië. Kerjo telt 4037 inwoners (volkstelling 2010).